# Ojdipovski kompleks
Ojdipovski kompleks je pojav, ko otrok moškega spola podzavestno usmerja svoja prva ljubezenska čustva k materi in pri tem sovraži ali bolestno ljubosumi očeta. Otrok pogosto govori, da ne bo šel nikamor od doma in da se bo ob očetovi smrti, ki je bodisi naravna ali jo povzroči sin, poročil. Potrdilo za to razlago je Sigmund Freud našel tudi v Sofoklesovih verzih Kralja Ojdipa.